# Don't Turn Around
"Don't Turn Around" é uma música popular composta por Diane Warren e Albert Hammond. Foi originalmente gravada por Tina Turner mas, para espanto, lançada como b-side do single "Typical Male" em 1986. 
Diane admitiu mais tarde ter ficado desapontada com a gravadora de Tina (Capitol Records), pois não lhe deu o valor devido ao tratá-la como b-side em vez de incluí-la como uma canção oficial do album Break Every Rule.
Foi regravada por uma série de artistas. Bonnie Tyler lançou a sua versão no CD Notes From América de 1988, enquanto a cantora soul norte-americana Luther Ingram transformou-a num hit ao alcançar a posição #55 R&B na Billboard Hot 100.
A banda de reggae Aswad ouviu a versão de Ingram e fez um cover dela, chegando a marcar a primeira posição no hit parade da Inglaterra em março de 1988. A mesma versão também marcou #45 na Billboard R&B singles chart no mesmo ano.
Em 1992, Neil Diamond gravou mais outra versão de "Don't Turn Around", que chegou ao ranking #19 no Adult Comtemporary Chart da Billboard nos Estados Unidos. Dois anos depois, em 1994, o grupo pop sueco Ace of Base conseguiu a proeza do ranking #04 na Billboard Hot 100 e #5 nas rádios da Inglaterra.